# 538
Раннє Середньовіччя. У Східній Римській імперії триває правління Юстиніана I. Імперія веде війну з Остготським королівством за Апеннінський півострів. Франкське королівство, розділене на частини між синами Хлодвіга. Іберію займає Вестготське королівство, у Тисо-Дунайській низовині лежить Королівство гепідів. В Англії розпочався період гептархії.
У Китаї період Північних та Південних династій. На півдні править династія Лян, на півночі Північна Вей розпалася на Східну Вей та Західну Вей. В Індії правління імперії Гуптів. В Японії триває період Ямато. У Персії править династія Сассанідів.
На території лісостепової України в VI столітті виділяють пеньківську й празьку археологічні культури. VI століття стало початком швидкого розселення слов'ян. У Північному Причорномор'ї співіснують різні кочові племена, зокрема гуни, сармати, булгари, алани.

## Події
- 12 березня після 374 днів облоги Рима остготи відійшли на північ Фламінієвоюю дорогою. Візантійський полководець Велізарій атакував їх на Мульвієвому мості, чимало остготів потонуло в річці.
- Король остготів Вітігес взяв в облогу Арміній. На східному узбережжі Італії висадилося візантійське підкріплення на чолі з вірменським полководцем Нарсесом.
- У квітні Велізарій захопив Медіолан, зняв облогу з Ріміні.
- Улітку король франків Теодеберт I послав невеликий загін через Альпи, який побив як остготів, так і візантійців на річці По. Велізарій відступив у Тоскану.
- Візантійські війська придушили повстання у Вірменії, що виникло через великі податки.
- Церковний собор в Орлеані заборонив сільсько-господарські роботи в неділю.
- Прибуття посольства з корейської держави Пекче до Японії з пропозицією прийняти буддизм.